# Aromatische Aster
Die Aromatische Aster (Symphyotrichum oblongifolium (Nutt.) G. L. Nesom, Syn.: Aster oblongifolius Nutt.) ist eine Pflanzenart innerhalb der Familie der Korbblütler (Asteraceae). Sie ist in Nordamerika weitverbreitet und wird als Zierpflanze verwendet.

## Beschreibung

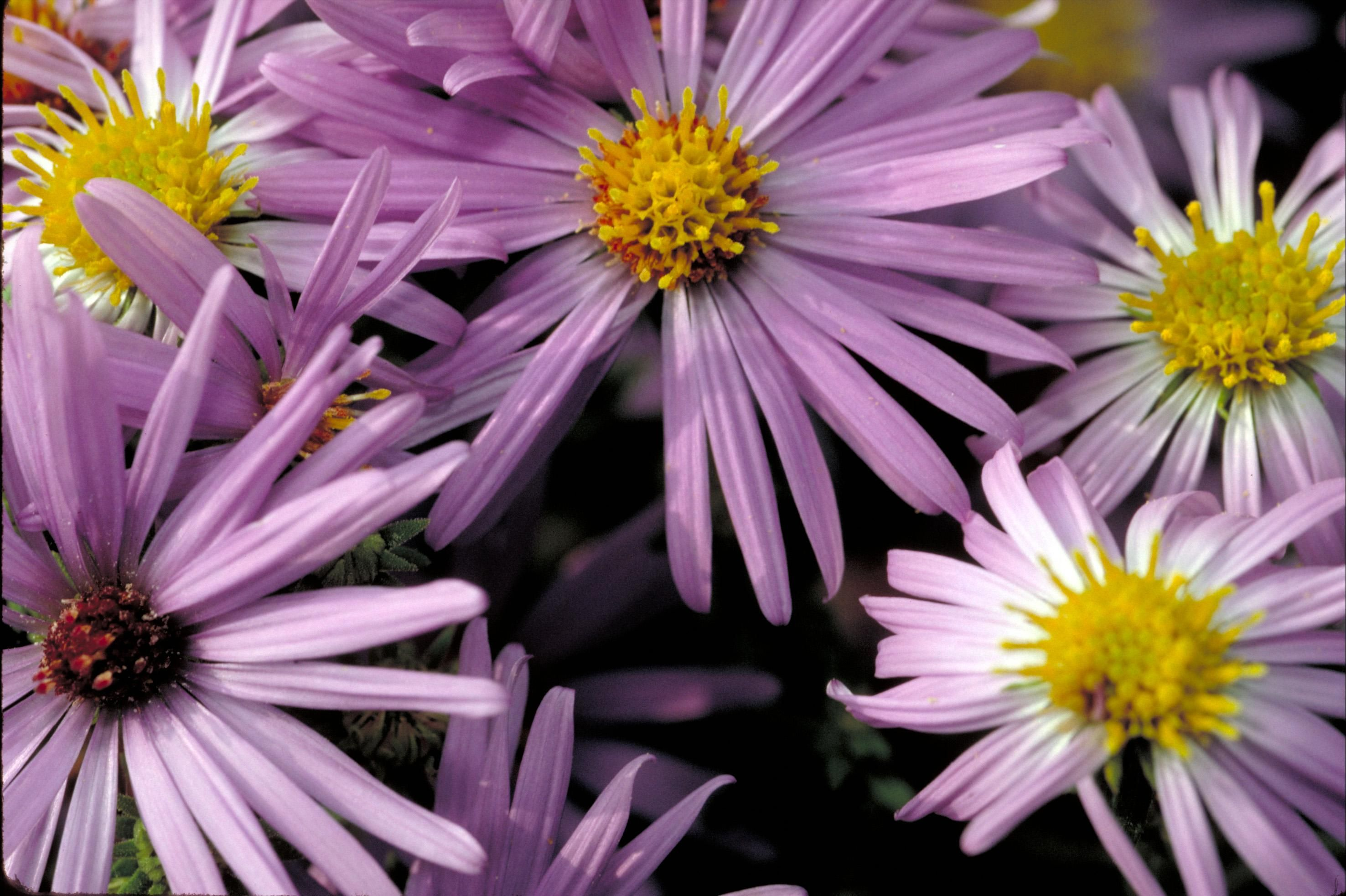
Blütenkörbe der Aromatischen Aster

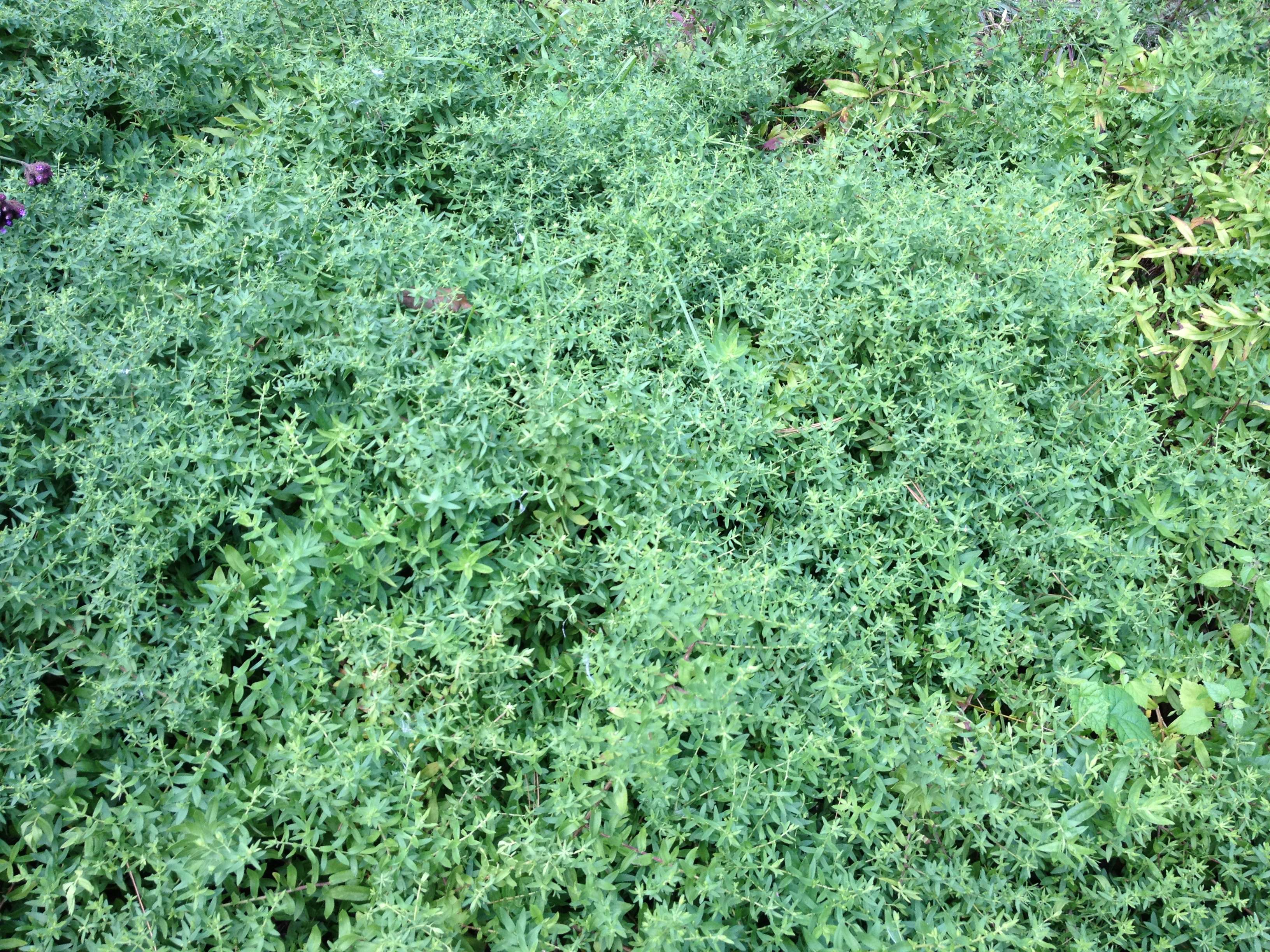
Aromatische Aster 'October Skies' im Frühherbst

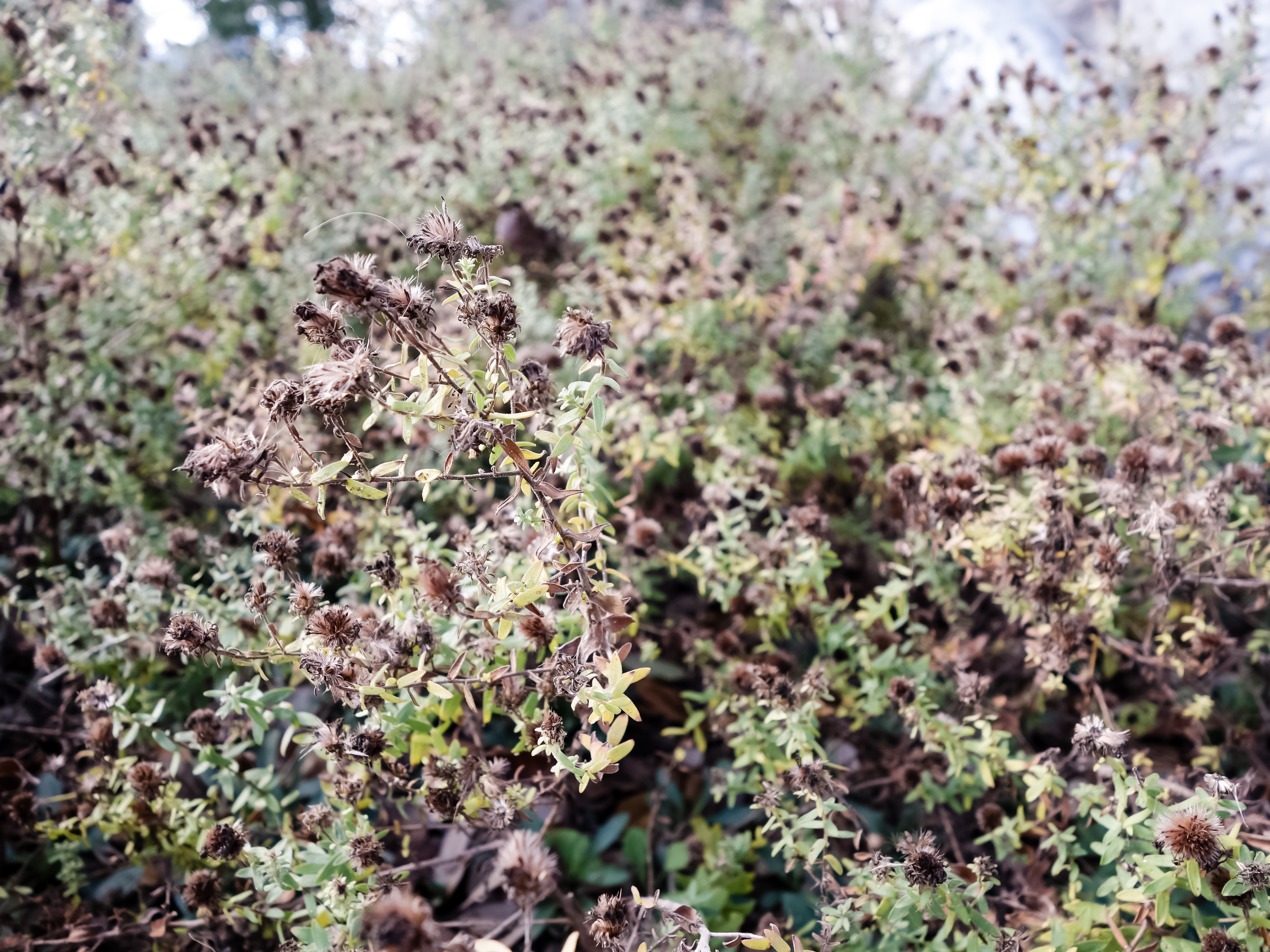
Aromatische Aster im Winter

### Vegetative Merkmale
Die Aromatische Aster wächst als ausdauernde krautige Pflanze, die Wuchshöhen von 30 bis 90 cm erreicht. Sie bildet einen dicken, holzigen Wurzelstock, aus dem dünne Rhizome treiben, und wächst horstig. Jede Pflanze bildet ein bis zehn, gelegentlich auch mehr, steife aufsteigende bis aufrechte oder liegende, hell- bis dunkelbraune, rauhaarig flaumige bis annähernd kahle, oben stark verzweigte Stängel aus. Die Zweige sind stark abgespreizt bis aufsteigend.
Die 2,5 bis 5 cm langen, ganzrandigen Laubblätter sind länglich bis lineallanzettlich, sitzend mit einer teilweise stängelumfassenden Basis. Die Blätter sind rau oder kurzborstig und sitzen insbesondere am oberen Teil des Stängels dicht gedrängt. Sie werden nach oben immer kleiner und schmaler, so dass die Aromatische Aster verglichen mit anderen Arten der Gattung sehr dicht belaubt und kompakt buschig wirkt. Die Blätter duften beim Zerreiben angenehm aromatisch.

### Generative Merkmale
Die Blütezeit der Aromatischen Aster erstreckt sich in Nordamerika von August bis November. An den beblätterten, locker schirmrispigen Gesamtblütenständen stehen viele körbchenförmige Blüten mit einem Durchmesser von etwa 2,5 cm. Die drüsig behaarten Hüllblätter greifen stark übereinander und bilden einen halbkugeligen Hüllkelch mit abstehenden, grünen Spitzen. Der Blütenkorb besitzt 20 bis 35 blau- bis rosaviolette Zungenblüten und 30 bis 40 gelbe bis bernsteinfarbene, später rotviolette Röhrenblüten. Die unversehrten Blüten duften nicht, aber verströmen beim Zerreiben wie das Laub einen balsamähnlichen Duft. Die weißlichen, verkehrt eiförmigen, flachen, bis 2,5 mm langen, 7-10-nervigen Achänen besitzen kleine Büschel aus hellbraunen, bis 6 mm langen Pappusborsten und werden durch den Wind verteilt.

### Chromosomensatz
Die Chromosomenzahl beträgt 2n = 10.

## Ökologie
Viele Insektenarten wie kurz- und langzungige Bienen, kleine und mittelgroße Schmetterlinge besuchen die Blüten, um Nektar und Pollen zu sammeln. Die Blätter und andere Pflanzenteile dienen vielen Schmetterlingsraupen als Nahrung, darunter Raupen von Edelfaltern wie Chlosyne nycteis und von anderen Schmetterlingsfamilien wie Bärenspinnern, Zwergwicklern, Palpenmotten, Spannern, Miniermotten, Eulenfaltern und Wicklern. Die Achänen werden von Truthühnern und anderen Vögeln gefressen.

## Vorkommen

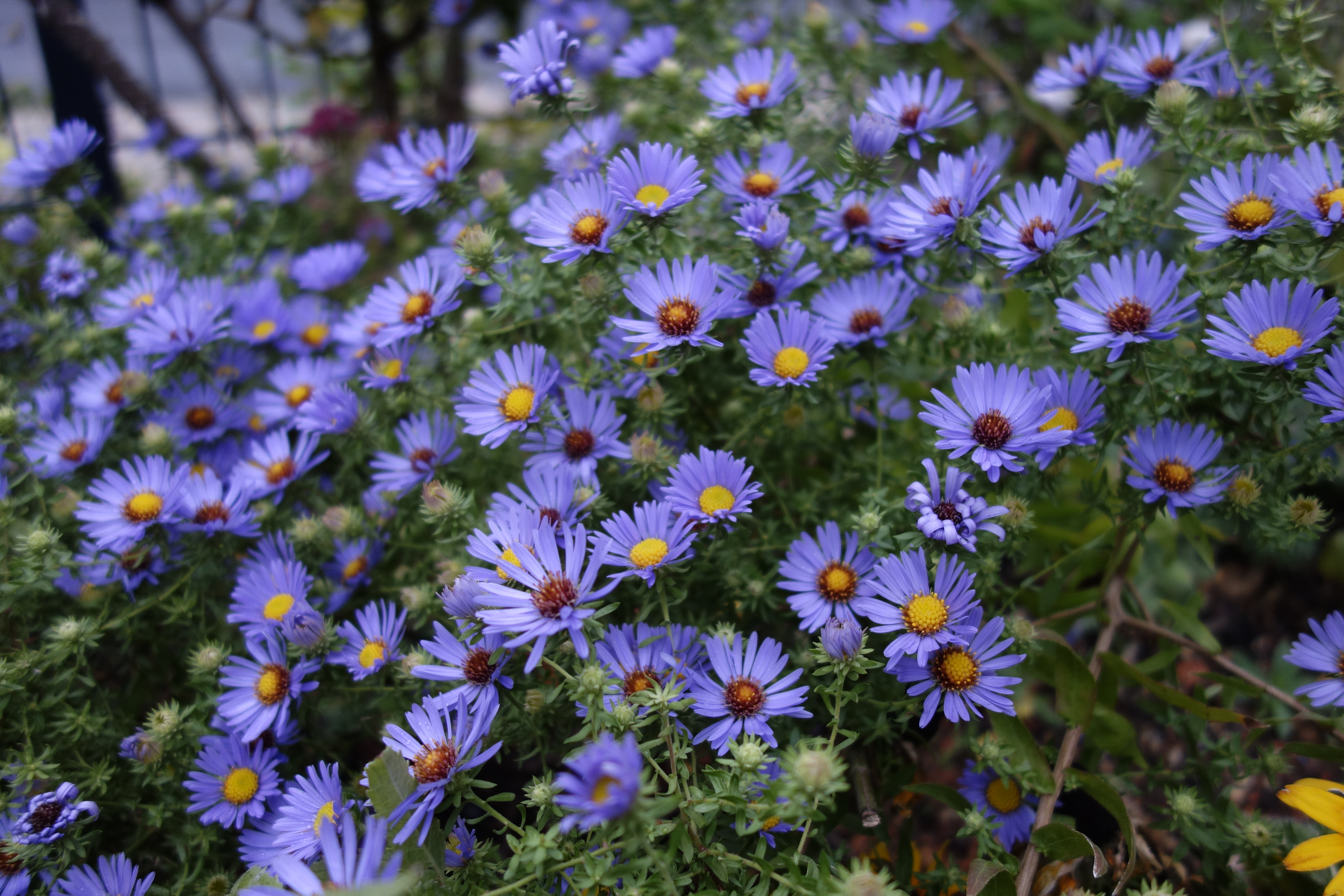
Aromatische Aster 'October Skies' in Blüte

Das natürliche Verbreitungsgebiet der Aromatischen Aster liegt in den mittleren, östlichen und südlichen USA, von Zentralpennsylvania bis Minnesota, Norddakota, Nebraska, Colorado, Virginia, Tennessee und Texas. Die Pflanze wächst am Naturstandort auf offenem Grasland (Prärien), an steilen Ufern, Kalksteinlichtungen, Sandstein- und Kalkfelsen, offenen bewaldeten Steilküsten, Weiden, Dünen und an Wegrändern auf trockenen, felsigen, sandigen, kiesigen oder schieferigen Böden in Höhenlagen von 100 bis 1500 m. Ihr Vorkommen wurde im US-Bundesstaat Indiana als selten, in Ohio als bedroht eingestuft.

## Systematik
Die Erstveröffentlichung erfolgte 1818 unter dem Namen (Basionym) Aster oblongifolius durch Thomas Nuttall in The genera of North American plants Band 2, S. 156. Die Neukombination zu Symphyotrichum oblongifolium in der Gattung Symphyotrichum wurde 1994 durch Guy L. Nesom in Phytologia, Band 77, Nummer 3, Seite 287 veröffentlicht.
Der Gattungsname Symphyotrichum wurde 1833 von dem Botaniker Christian Gottfried Daniel Nees von Esenbeck vergeben. Der Name setzt sich aus den  altgriechischen Wörtern σύμφυσις (sýmphysis) „zusammenwachsen“ and θρίξ (thríks; Wortstamm τριχ- trich-) „Haar“ zusammen und spielt hier auf die Anordnung der Pappusborsten in einem zusammenhängenden, basalen Ring an, wie er bei der Neubelgischen Aster vorkommt. Leider gibt es diesen charakteristischen Ring weder bei der Aromatischen Aster noch bei den meisten anderen Arten der heutigen Gattung Symphyotrichum. Nach den Regeln des ICN hat der Gattungsname Symphyotrichum jedoch aufgrund des Zeitpunkts seiner Vergabe Vorrang vor anderen Namen. Die Gattung Symphyotrichum wurde dann 1994 von Guy L. Nesom für weitere Arten verwendet, die früher der Gattung Aster zugeordnet waren, um die einzelnen Gattungen monophyletisch zu machen. Der artspezifische Namensteil oblongifolius bedeutet „mit länglichen Blättern“. Weitere Synonyme von Symphyotrichum oblongifolium sind Virgulus oblongifolius (Nutt.) Reveal & Keener und Lasallea oblongifolia (Nutt.) Semple & Brouillet.

## Nutzung
Die Aromatische Aster wird in den Gemäßigten Breiten als Zierpflanze in Parks und Gärten verwendet. Sie passt beispielsweise gut in Präriemischpflanzungen auf trockenen Freiflächen zu anderen nordamerikanischen Stauden wie Indigolupine, Mädchenauge, Sonnenhut, Kokardenblume, Bartfaden und Anis-Duftnessel. Sie bevorzugt durchlässigen, kalkreichen Boden in voller Sonne. Auf trockenen, sandigen Gartenböden kann sie als Alternative zu Raublatt-Astern dienen, da sie trockenen, mageren Boden besser toleriert und mehltauresistent ist. Daher kann sie sogar im pflegeextensiven öffentlichen Grün und als Straßenbegleitgrün eingesetzt werden. Die Pflanze ist sehr winterhart. Angaben zur Winterhärte variieren zwischen −40 °C (Zone 3) und −29 °C (Zone 5).
Es sind verschiedene Wildformen im Handel, z. B. 'Raydon's Favorite' (blauviolett) vom Lookout Mountain in Tennessee und 'October Skies' (blauviolett, niedrig und breitwüchsig) aus dem Südwesten Pennsylvanias. Im Gartenbau werden unter dem Namen Aromatische Aster teilweise auch Hybriden aus der Aromatischen Aster und der Raublatt-Aster angeboten. Diese Hybriden werden in der Regel größer und bilden etwa doppelt so große Blüten wie die Wildformen der Aromatischen Aster.